# Lysionotus serratus
Lysionotus serratus är en tvåhjärtbladig växtart som beskrevs av David Don. Lysionotus serratus ingår i släktet Lysionotus och familjen Gesneriaceae.

## Underarter
Arten delas in i följande underarter:
- L. s. pterocaulis
- L. s. serratus